# Uniopolis
Uniopolis és una població dels Estats Units a l'estat d'Ohio. Segons el cens del 2000 tenia 256 habitants.

## Demografia
Segons el cens del 2000, Uniopolis tenia 256 habitants, 88 habitatges, i 77 famílies. La densitat de població era de 617,8 habitants/km².
Dels 88 habitatges en un 44,3% hi vivien nens de menys de 18 anys, en un 71,6% hi vivien parelles casades, en un 10,2% dones solteres, i en un 12,5% no eren unitats familiars. En el 10,2% dels habitatges hi vivien persones soles el 3,4% de les quals corresponia a persones de 65 anys o més que vivien soles. El nombre mitjà de persones vivint en cada habitatge era de 2,91 i el nombre mitjà de persones que vivien en cada família era de 3,08.
Per edats la població es repartia de la següent manera: un 30,1% tenia menys de 18 anys, un 8,2% entre 18 i 24, un 31,6% entre 25 i 44, un 18,8% de 45 a 60 i un 11,3% 65 anys o més.
L'edat mediana era de 33 anys. Per cada 100 dones de 18 o més anys hi havia 113,1 homes.
La renda mediana per habitatge era de 37.083 $ i la renda mediana per família de 38.750 $. Els homes tenien una renda mediana de 30.909 $ mentre que les dones 24.375 $. La renda per capita de la població era de 16.099 $. Cap de les famílies estaven per davall del llindar de pobresa.

## Poblacions més properes
El següent diagrama mostra les poblacions més properes.